# 纳米晶体
纳米晶体指晶粒为纳米尺寸的晶体材料，或具有晶体结构的纳米颗粒。一般晶粒尺寸小于100nm的材料才称为纳米晶体。纳米晶体具有很重要的研究价值。纳米晶体的电学和热力学性质显现出很强的尺寸依赖性，从而可以通过细致的制造过程来控制这些性质。纳米晶体能够提供单体的晶体结构，通过研究这些单体的晶体结构可以提供信息来解释相似材料的宏观样品的行为，而不用考虑复杂的晶界和其他晶体缺陷。尺寸小于10纳米的半导体纳米晶体通常被称为量子点。
用沸石制成的纳米晶体可以用作把原油转换成柴油的过滤器，比传统炼油方法要便宜。
纳米晶体制作的光电池具有便宜高效的特点。

## 外部键接
- 购买纳米晶体。 （页面存档备份，存于）